# 電気スタンド

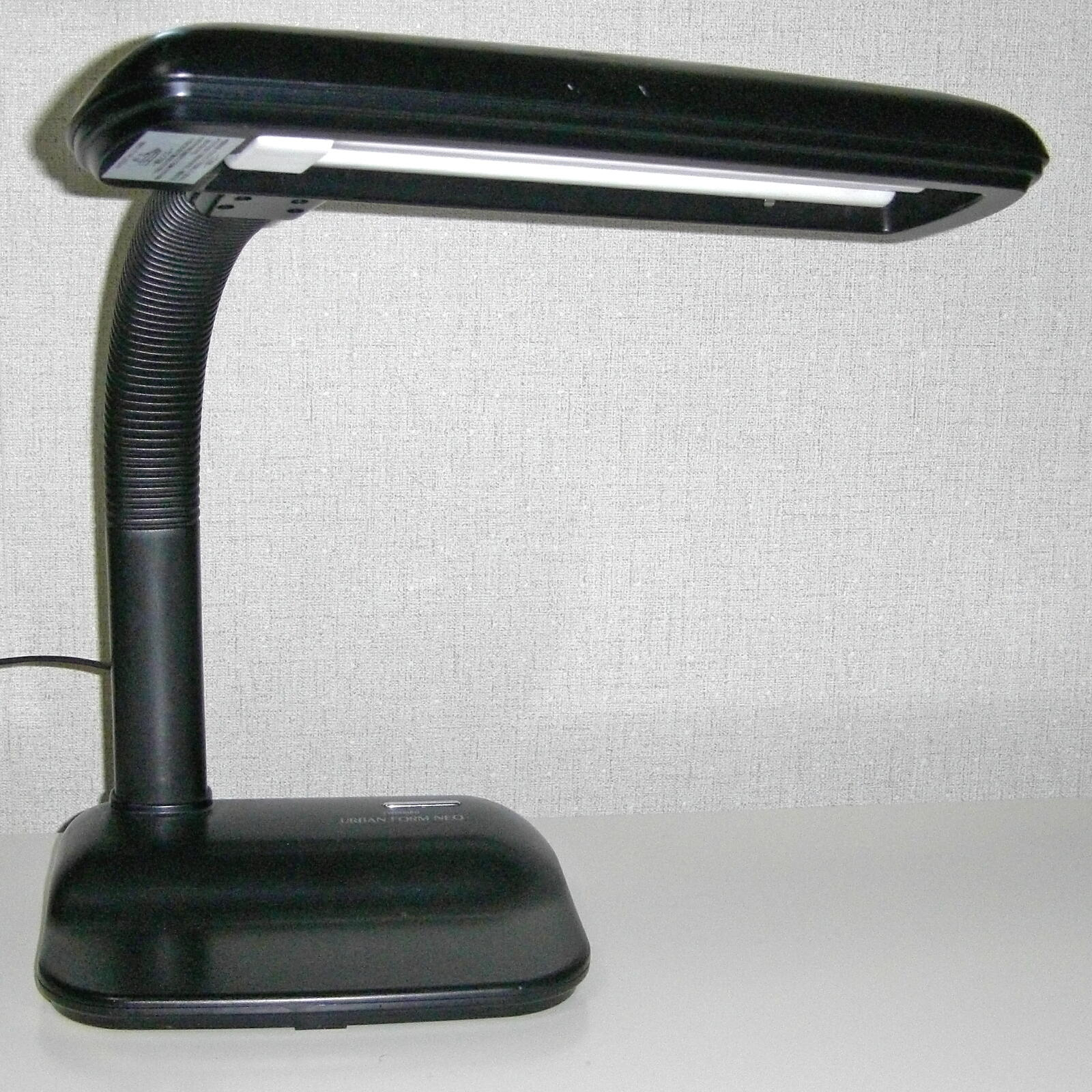
電気スタンド

電気スタンド（でんきスタンド、electric stand）は、机上や床などに置くか取り付けて使用する電気照明器具。光源とその台（アーム、ポール、ブームなど）で構成される。デスクなどに取付け部を挟んで使用するタイプのものもある。ライトスタンド (light stand) 若しくはランプスタンド (lamp stand) 、又は単にスタンド (stand)、ライト（light）若しくはランプ（lamp） と呼ばれることもある。
卓上スタンド、卓上ライト、テーブルスタンド、デスクスタンド、などと呼ばれることもある。

## 概要

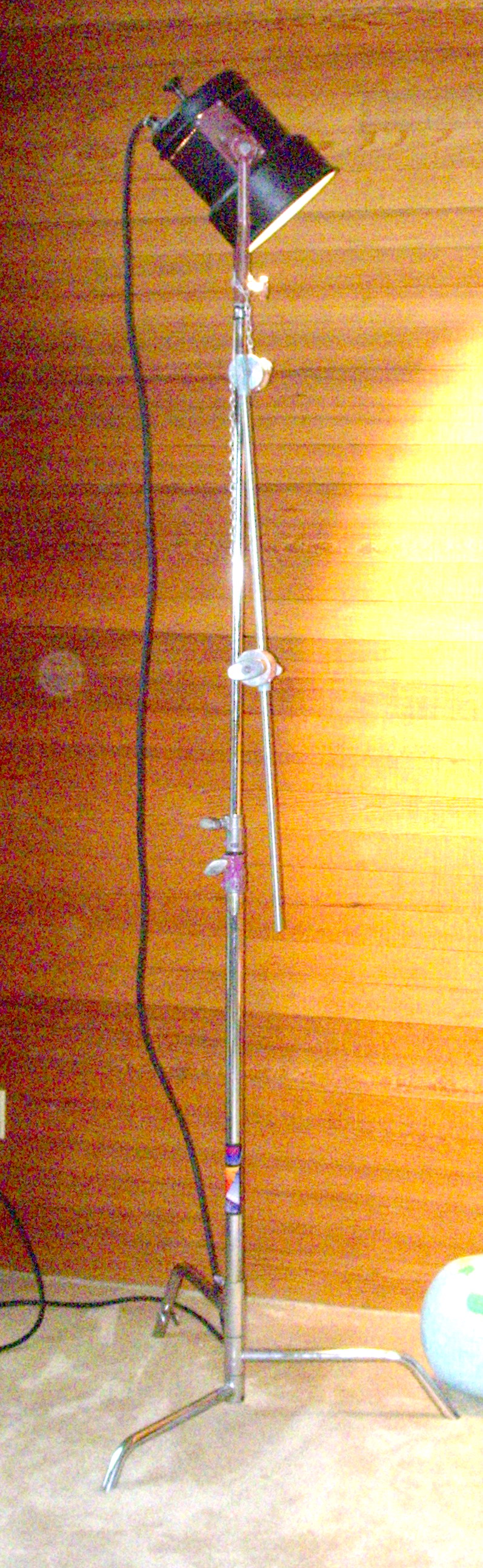
センチュリースタンド

電気スタンドは、電気をエネルギー源とした電灯である。
置き場所から、卓上に置く「テーブルスタンド」と、床や地面に置く「フロアスタンド」に分けられる。テーブルスタンドは、読書の明かりや、作業の際に手元を照らす用途に使用されることが多い。フロアスタンドは、部屋の照明や、人物写真撮影時に被写体を照らしたりするのに使われる。
電気スタンドと一口にいっても、金属製のもの、プラスティック製のもの、陶製のものなど材質は様々で、デザインも、至って簡易な量産品から、有名デザイナーが設計したもの、果ては自分で部品を組み合わせて作るキットのようなものまである。また、付加機能も、時計の付いたもの、音楽再生機能の付いたものなどと様々である。
多くの電気スタンドは電球や蛍光灯を使用しているが、白色LEDが開発されたことにより省電力な LED照明式の電気スタンドも発売されている。
学習机に組み込まれている場合も多い。

## アームライト

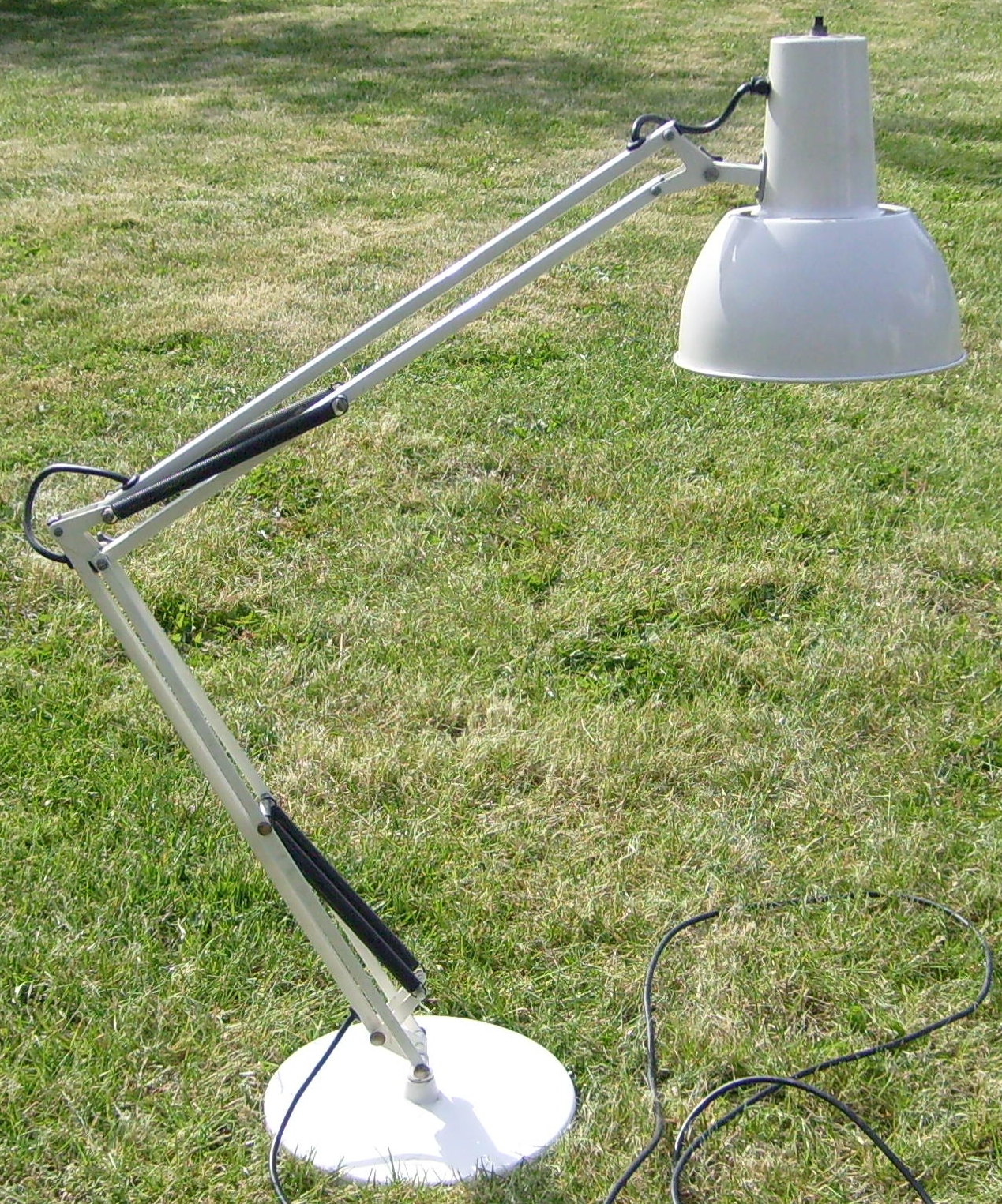
アングルポイズ・ランプ

アームライト(アームランプ)は、電灯を支える腕や首が折れ曲がり、高さや角度を調整できる卓上用の電気スタンドの内、腕が折れてバネで角度を保持する構造のもの。最初にイギリスのデザイナー、ジョージ・カーウォーディンによってデザインされ、1934年にハーバート・テリー・アンド・サンズ (Herbert Terry & Sons) 社からアングルポイズ・ランプ(Anglepoise lamp)のブランドで発売されて以来、広く使用されている。このランプの特徴は、人間の関節にも似たランプの腕の可動部で、これにより色々な方向に光源を向けることが可能になっている。
このランプの実用性は現代でも有用と認められており、同じようなデザインのランプが、様々な国で今でも使用されている。日本では山田照明のZライトが知られている。
また、CGアニメーションで有名なピクサーのオープニングにも、擬人化された、似たようなデザインのランプがルクソーJr.という名前を与えられて出ている。